# Château Gütsch
Koordinaten: 47° 3′ 6,3″ N, 8° 17′ 43,1″ O; CH1903: 665092 / 211547
Das Château Gütsch ist ein Hotel auf einer Hügelkuppe im Gütschwald im Westen von Luzern.

## Lage und Standort
Der Gütsch ist eine bewaldete Hügelkuppe im Westen der Stadt Luzern. Der Ort wurde erstmals 1367 urkundlich erwähnt. Der Name stammt aus dem spätlateinischen cucutium für Kapuze, Haube, runder Hügel. Die Kuppe war von alters her bewaldet und dient als städtischer Forst. Seit dem 16. Jahrhundert entstanden städtische Steinbrüche am Rande des Gütschwaldes. Sandstein für die Errichtung von Steinhäusern wurde hier gewonnen. Im 19. Jahrhundert wurden die Steinbrüche als Standorte für Bauwerke wie die Villa Britannia, die Villa Wilhelmshöhe, das Château Gütsch und die ABL-Wohnsiedlung Bernstrasse genutzt.
Die linksufrige Stadtmauer Luzerns wurde 1590 wurde von der Senti-Vorstadt über bis auf den Gütsch gezogen; ein kleiner Befestigungsturm Lueg id Stadt diente als militärischer Ausguck und wurde im 19. Jahrhundert von der Luzerner Offiziersgesellschaft als Gesellschaftslokal genutzt. Er brannte 1921 ab. Die Ruine des Turms flankiert heute noch den Fussweg zum Château Gütsch. Der Gütschwald wurde im 19. Jahrhundert zu einem Naherholungsgebiet der wachsenden Touristenstadt Luzern.

## Geschichte

### Vorgängerbauten
Ein Landhaus der Luzerner Patrizierfamilie Pfyffer von Altishofen stand bereits im 18. Jahrhundert auf dem Gütsch. Wer zu den regimentsfähigen Patrizierfamilien Luzerns gehörte, besass nicht nur ein repräsentatives Steinhaus im Herzen der Altstadt, sondern auch – nach italienischem Vorbild – ein Landhaus in der näheren Umgebung der Stadt. 1788 vermerkte das Grundbuch Theresia Pfyffer von Altishofen als Eigentümerin des Landgutes. Der Grundbesitz bestand aus einem Landhaus nahe des Gütschwaldes, dem Ökonomiegebäude (Scheune), Hühnerhaus, Pförtnerhaus und Badhaus. Das Landhaus auf der Abraumhalde eines aufgelassenen Steinbruchs war dreigeschossig mit einer nach Südosten ausgerichteten, sechsachsigen Schaufassade. Das Treppenhaus befand sich auf der dem Wald zugewandten Rückfassade. Der Zugang zum Landgut über einen Feldweg am Rande des Gütschwaldes erwies sich als schwierig. Das Landgut wechselte zu Beginn des 19. Jahrhunderts immer wieder seine Eigentümer. In der Regel stammten sie aus alten, einflussreichen Luzerner Familien. 1827 wurde das Landhaus erstmals renoviert. Die alte Stadtmauer am Fuss des Landhauses zerfiel zusehends; Steinschlag im steil abfallenden Gelände gefährdete den sicheren Zugang. Unweit des Standortes des alten Landhauses besteht bis heute das Holzhaus „Zum Untergütsch“ aus dem 17. Jahrhundert, so ist es in der originalen historischen hölzernen Fassade über dem Eingang geschnitzt. Es befindet sich an der Berglistrasse und ist eines der ältesten erhaltenen Holzhäuser der Region. Es gehörte ebenfalls der Luzerner Patrizierfamilie Pfyffer von Altishofen.
1859 eröffnete die Schweizerische Centralbahn ihre Linie von Basel nach Luzern. Die Zufahrt zum Bahnhof führte durch einen Tunnel unterhalb des Landgutes am Fuss des Gütschs. Später als in Montreux und Interlaken öffnete sich in Luzern damit das Tor für den Tourismus. Der Getreidehändler Burkhard Pfyffer erwarb nach einem Erbfall in einer öffentlichen Versteigerung das Landgut. Der Stadtrat von Luzern gewährte dem neuen Eigentümer zeitnah ein Schenkrecht für die Liegenschaft. Pfyffer entfernte die Kleinbauten des Landguts, riss die Scheune ab und errichtete an ihrer Stelle die Aussichtsterrasse, auf welcher das Schlosshotel heute steht. Er eröffnete 1860 eine Trinkhalle (Sommerwirtschaft) für Touristen und Einheimische. Aus dem aristokratischen Landhaus wurde eine Pension und Pfyffer der erste Hotelier auf dem Gütsch. Die Trinkhalle wurde mehrmals erweitert, umgebaut und innen wie aussen überformt. Sommerwirtschaften, d. h. Trinkhallen für Ausflugsgäste, gehörten an besonders schönen Aussichtspunkten zu den ersten touristischen Infrastrukturen Luzerns. 1879 wurde die Pension Gütsch an Ignaz Businger veräussert.
Edouard Staempfli, Architekt in Montreux, baute 1881 bis 1883 die Pension im ehemaligen Landhaus zu einem Hotel um. Staempfli errichtete gleichzeitig für Henri Nestlé, den Gründer des gleichnamigen Nahrungsmittelkonzerns, in Montreux eine Villa. 1883 setzte ein Blitzschlag das Hotel Gütsch in Brand. Eine Feuerwehrzufahrt fehlte, und das Hotel brannte aus. Der Luzerner Architekt Othmar Schnyder baute das Hotel erneut auf.

### Schlosshotel Château Gütsch
1888 brannte das Hotel Gütsch nach einem Blitzschlag ein weiteres Mal bis auf die Grundmauern nieder. Der Luzerner Architekt Othmar Schnyder schaffte den Wiederaufbau von der Brandruine bis zum Hotel binnen fünf Monaten, erhöhte das Bauwerk um ein Stockwerk und fügte den Eckzimmern des dritten Obergeschosses kleine Erker hinzu, welche den Blick in die Weite verstärkten. Schnyder stellte asymmetrisch einen hohen weissen Turm in Leichtbauweise auf die Dachterrasse des Mansarddaches. Das Hotel Gütsch wurde zum Schlosshotel Château Gütsch. Die neue Schaufassade und der hohe Turm waren die architektonische Antwort auf die nordwestlich gelegene Villa/Pension Wallis, in der 1868 Königin Victoria von England bei ihrem Luzerner Aufenthalt abgestiegen war.

### Erschliessung durch Standseilbahn
1893 stimmte das eidgenössische Parlament dem Antrag des Bundesrates zu und erteilte eine Bahnkonzession für den Bau einer Standseilbahn von der Senti-Vorstadt zum Hotel Gütsch. Die Schweizerische Centralbahn, Vorläuferin der SBB, beteiligte sich am Bau. Die Standseilbahn brachte eine gute und rasche Erschliessung des Schlosshotels, machte das Schlosshotel als Aussichtspunkt für Tagesgäste zugänglich und begünstigte seine Entwicklung. Die Standseilbahn wurde 1897 beim Bau des neuen Luzerner Hauptbahnhofes und dessen Zufahrt verlängert und erhielt neue Stationsgebäude sowohl an der Baselstrasse als auch auf dem Gütsch selbst.
Ignaz Businger verpflichtete den international tätigen Hotel-, Villen- und Museumsarchitekten Emil Vogt (1863–1936) für den Umbau und die Erweiterung des Hotels sowie für die neuen Stationsbauten der Gütschbahn. Vogt hatte zu diesem Zeitpunkt erfolgreich drei Luzerner Hotelpaläste (Monopol&Metropol, Ostflügel des Grand Hotel National und Waldstätterhof/Savoy) vollendet. Er war ein Meister des Stilpluralismus. Seine Vorliebe galt in den 1890er Jahren zunächst der Neurenaissance; er wandte sich an der Jahrhundertwende stilistisch englischen Vorbildern zu. Vogt fügte seine Bauten und deren Baumasse immer geschickt in die Umgebung ein, nutzte die statischen und funktionalen Vorzüge von Stahlbeton und Eisenkonstruktionen – auch bei der Transformation der Bauten auf dem Gütsch. Vogt schuf aus dem historischen Bestand und ergänzenden Bauten auf der Aussichtsterrasse ein neues Ensemble. Er stockte das Hotelgebäude auf, erhöhte den Komfort mit Bädern, einem hydraulischen Lift und der Erhöhung des Turms. Die bestehende Trinkhalle ersetzte er durch einen neuen Restaurant-Pavillon, dem er im Nordosten einen kleinen Turm in der Anmutung eines flämischen Belfrieds hinzufügte. Beides verband Vogt mit einer offenen Veranda und mit einem kleinen, seitlichen Turm im Südwesten. Das Raumangebot der Hotelanlage wuchs, und die gastronomischen Produktionsbedingungen (Küche, Fertigung) verbesserten sich.
Vogt schmückte die Fassaden mit Elementen aus der römischen Renaissance und dem Klassizismus, wählte Gusseisenstützen und moderne Baumaterialien für den neuen Restaurantbau. Er fügte dem Hotel eine zeitgemässe Hotelinfrastruktur hinzu. Die Aussichtsterrasse wurde zwar durch den Pavillonbau etwas kleiner, blieb aber funktional erhalten. Der Restaurant-Pavillon war die architektonische Antwort auf die städtebauliche Situation: Das Gütsch-Plateau bildet den schönsten Aussichtspunkt auf Stadt und Voralpen. In Emil Vogts Werkverzeichnis fehlt ein Hinweis auf sein Umbauprojekt Château Gütsch, weil das Schlosshotel Château Gütsch nicht als Neubau-, sondern als Umbauprojekt galt.

### Stellenwert als Denkmal und Boutiquehotel
Das Schlosshotel Gütsch ist seit seiner Entstehung in der zweiten Hälfte des 19. Jahrhunderts neben dem Wasserturm mit Kapellbrücke, der Museggmauer und den Museggtürmen das bestimmende Erkennungszeichen für das Ortsbild Luzerns. Es steht unter Denkmalschutz; seine Bedeutung für die Entwicklung des Bautypus Schlosshotel ist bedeutend. Es besetzt gleichermassen als architektonisches Zeichen die Gütschkuppe.

### Umbauten nach Handänderungen und Besitzerwechseln
Das Château Gütsch wechselte auch im 20. Jahrhundert seine Eigentümer, wandelte sich und wurde überformt. Josef Hüsler folgte Ignaz Businger als Besitzer und Bauherr. 1910 erfolgte ein Umbau unter der Leitung des Architekten Friedrich Felder (1865–1942), der in Luzern, wie sein Vorgänger Vogt, mehrere Hotels (Belvedere, Drei Könige, Royal) errichtet hatte. Felder erweiterte das Hotel und den Restaurant-Pavillon. Nach dem Zweiten Weltkrieg wurde 1958 das Schlosshotel in seinem Äusseren purifiziert; der Architekt A. E. Fischer entfernte sowohl die Erker aus dem 19. Jahrhundert und die Ecktürme. 1984 erhielt das Château Gütsch einen zinnenbewehrten Parkplatz. 1989 verkaufte der damalige Eigentümer, die Hoteliersfamilie Furler, das Hotel. 1992 brannte das Hotel ein weiteres Mal. Auf Geheiss des neuen Eigentümers, der CM Clamai Holding, wurden zwei Jahre später Erker und Ecktürme rekonstruiert. Sie investierte rund 14 Millionen Franken in die Baumassnahmen.
2003 erhielt die UBS für 9'100'000 Schweizer Franken den Zuschlag als Hauptgläubigerin das Hotel aus einer Konkursmasse zu kaufen, verkaufte 2007 dieses an den russischen Investor Alexander Lebedew weiter. Dieser beabsichtigte, die Liegenschaft in ein Designhotel umzubauen; 2008 fand ein Projektwettbewerb statt. Die Luzerner Architektengemeinschaft Daniele Marques und Iwan Bühler siegte mit ihrem Beitrag «Baluardo» im Wettbewerb. Das Projekt sah einen Umbau in ein 5-Sterne-Hotel mit 60 Zimmern vor. 2010 erteilten die städtischen Behörden die Baubewilligung. 2014 beteiligte sich die Stadt Luzern mit einem finanziellen Beitrag an der Sanierung der Gütschbahn (als Schräglift), und die Bahnverbindung wurde Teil des öffentlichen Verkehrsnetzes.
Das Château Gütsch wurde 2014 mit 27 Zimmern und zwei Suiten wieder eröffnet. Der Umbau folgte dem Konzept des englischen Designers Martin Lawrence Bullard; 2015 wurde die von Iwan Bühler und Daniele Marques entworfene Talstation der Gütschbahn eröffnet.
Alexander Lebedew ergänzte 2018 die Anlage mit einem Skulpturenpark südlich der Bergstation der Gütschbahn.

### Das jüngste architektonische Konzept
Der russische Investor Kirill Androsow erwarb 2020 das Château Gütsch. Die Luzerner Architekten Sigrist und Schweizer und die Zürcher Innenarchitektin Jasmin Grego entwickelten das jüngste architektonische Konzept für die Umgestaltung. Der wesentliche bauliche Eingriff bestand darin, aus dem Panoramasaal und den Verwaltungsräumen sieben Hotelzimmer zu gestalten; 32 Zimmer und fünf Suiten umfasst das Hotelangebot heute.